# Citadelle Naryn-Kala
 (février 2025).
La mise en forme du texte ne suit pas les recommandations de Wikipédia : il faut le « wikifier ».
Les points d'amélioration suivants sont les cas les plus fréquents. Le détail des points à revoir est peut-être précisé sur la page de discussion.
- Les titres sont pré-formatés par le logiciel. Ils ne sont ni en capitales, ni en gras.
- Le texte ne doit pas être écrit en capitales (les noms de famille non plus), ni en gras, ni en italique, ni en « petit »…
- Le gras n'est utilisé que pour surligner le titre de l'article dans l'introduction, une seule fois.
- L'italique est rarement utilisé : mots en langue étrangère, titres d'œuvres, noms de bateaux, etc.
- Les citations ne sont pas en italique mais en corps de texte normal. Elles sont entourées par des guillemets français : « et ».
- Les listes à puces sont à éviter, des paragraphes rédigés étant largement préférés. Les tableaux sont à réserver à la présentation de données structurées (résultats, etc.).
- Les appels de note de bas de page (petits chiffres en exposant, introduits par l'outil «  Source ») sont à placer entre la fin de phrase et le point final[comme ça].
- Les liens internes (vers d'autres articles de Wikipédia) sont à choisir avec parcimonie. Créez des liens vers des articles approfondissant le sujet. Les termes génériques sans rapport avec le sujet sont à éviter, ainsi que les répétitions de liens vers un même terme.
- Les liens externes sont à placer uniquement dans une section « Liens externes », à la fin de l'article. Ces liens sont à choisir avec parcimonie suivant les règles définies. Si un lien sert de source à l'article, son insertion dans le texte est à faire par les notes de bas de page.
- La présentation des références doit suivre les conventions bibliographiques. Il est recommandé d'utiliser les modèles {{Ouvrage}}, {{Chapitre}}, {{Article}}, {{Lien web}} et/ou {{Bibliographie}}. Le mode d'édition visuel peut mettre en forme automatiquement les références.
- Insérer une infobox (cadre d'informations à droite) n'est pas obligatoire pour parachever la mise en page.

Pour une aide détaillée, merci de consulter Aide:Wikification.
Si vous pensez que ces points ont été résolus, vous pouvez retirer ce bandeau et améliorer la mise en forme d'un autre article.
Naryn-Kala (russe : Нарын-кала), ou citadelle de Derbent, est une ancienne citadelle pré-arabe, faisant partie de la forteresse de Derbent, reliée à la mer Caspienne par des doubles murs destinés à bloquer les portes dites caspiennes de l'État perse. Il est inscrit sur la liste du patrimoine mondial de l'UNESCO,.

## Étymologie
L'une des traductions du nom Naryn-Kala du moyen-perse en russe est « forteresse ensoleillée ». Selon d'autres sources, il aurait reçu le nom de Naryn en l'honneur de la fille du Shah de Perse, signifiant « tendre », « belle ».
La citadelle est notamment connue dans la littérature francophone pour avoir été décrite par Alexandre Dumas (père) dans son carnet de voyage en Russie (1858-1859).

## Description
Naryn-Kala occupe le sommet de la colline la plus proche de la mer Caspienne. Le chemin le long de la côte est bloqué par deux enceintes parallèles (le mur de Derbent), jouxtant la citadelle à l'ouest, et laissant la mer à l'extrémité est, empêchant la forteresse d'être contournée en eau peu profonde et formant un port pour les navires. Entre les murs espacés de 350 à 450 mètres se trouvait la ville médiévale de Derbent. À l'ouest de la citadelle, le mur de montagne (Dagh-Bary) s'étendait sur 40 km, conçu pour empêcher le contournement de la forteresse par les vallées et les cols montagneux. Malgré son âge, la forteresse a joué un rôle défensif important pendant des siècles. Les nouveaux propriétaires l'ont reconstruit et modernisé, c'est pourquoi aujourd'hui, comme dans les cernes annuels d'un arbre, on peut retracer toute l'histoire de Derbent par la construction.
La citadelle, de forme irrégulière, occupe une superficie de 4,5 hectares. Ses dimensions sont d'environ 180 mètres de large et 255 mètres de long. Ses murs sont fortifiés par de petites tours (à une distance de 20 à 30 mètres les unes des autres) et une tour à canon au sud-ouest. Les pentes abruptes de la montagne offrent une protection supplémentaire sur trois côtés.
À l'intérieur de la citadelle se trouvent des bains, un système d'approvisionnement en eau composé de tuyaux en céramique, les ruines du palais du Shah, un grand portail d'entrée et une partie des murs. Les opinions divergent sur l'existence d'une église paléochrétienne des IVe et Ve siècles – qui serait la plus ancienne de Russie. Certains experts considèrent que la salle à coupole croisée est un dépôt ; d'autres notent l'absence de conduite d'eau au fond et au sol. Ils notent que la forme est peu pratique pour un réservoir, qui était généralement rectangulaire ou carré à Derbent, et ils notent également l'orientation de la structure par rapport aux points cardinaux. Chaque mur possède trois portes, dont la plus ancienne est l'Orta Cana (porte du milieu).
Des murs puissants d'une épaisseur de 3,5 à 2,5 mètres, atteignant une hauteur de 20 à 25 mètres dans certaines zones, une autonomie en eau potable et une architecture adaptée à une certaine vie sociale en font une forteresse imprenable capable de résister à un siège lourd et prolongé.

## Histoire
Derbent est situé dans l'endroit le plus stratégiquement vulnérable du col Caspien, là où les montagnes du Grand Caucase sont les plus proches de la mer, laissant une étroite bande de plaine de 3km. La forteresse de Derbent fait partie d'un grand système défensif qui protégeait les peuples de Transcaucasie et d'Asie occidentale des invasions des nomades venus du nord. Le système comprenait des murs d'enceinte, une citadelle, des remblais et la montagne Dagh-Bary.
De l'ouest, les murs de Derbent jouxtent la citadelle de Naryn-Kala, construite après le Xe siècle, car avant cela un feu de signalisation était allumé à cet endroit lorsque l'ennemi approchait.
La forteresse connue aujourd'hui a été construite au VIème siècle sur la crête de Dzhalgan sur ordre du souverain perse Khosrov I Anushirvan (531-579) (« Immortel dans l'âme ») de la dynastie sassanide.
En 735, Derbent et Naryn-Kala deviennent le centre militaro-administratif du califat arabe du Daghestan, ainsi que le plus grand port commercial et le centre de propagation de l'islam dans ce pays.
À la suite de la Guerre russo-persane (1722-1723), la ville de Derbent devint une partie de l'Empire russe. Depuis la pirogue, point de repère local, l'empereur Pierre le Grand se rendit au palais du Khan, à qui les beys de Derbent présentèrent les clés de la ville sur un plateau d'argent recouvert de brocart persan (conservé à la Kunstkamera de Saint-Pétersbourg ) avec des mots.
Dans certaines sources, la forteresse de Derbent était appelée le « mur d'Alexandre le Grand » en raison de la légende selon laquelle elle aurait été construite par le grand conquérant macédonien. Mais Alexandre le Grand ne se rendit jamais dans la région de Derbent.
Au cours de l'expédition perse de 1796, la forteresse fut reprise par les troupes russes sous la direction du général en chef Valérien Zoubov, qui installa le quartier général dans la citadelle.
Des fouilles archéologiques sont toujours en cours sur le territoire de Naryn-Kala. Aujourd'hui, Naryn-Kala est inscrit sur la liste du patrimoine mondial de l'UNESCO et constitue l'un des sites touristiques les plus importants de Russie.

## Galerie

Citadelle
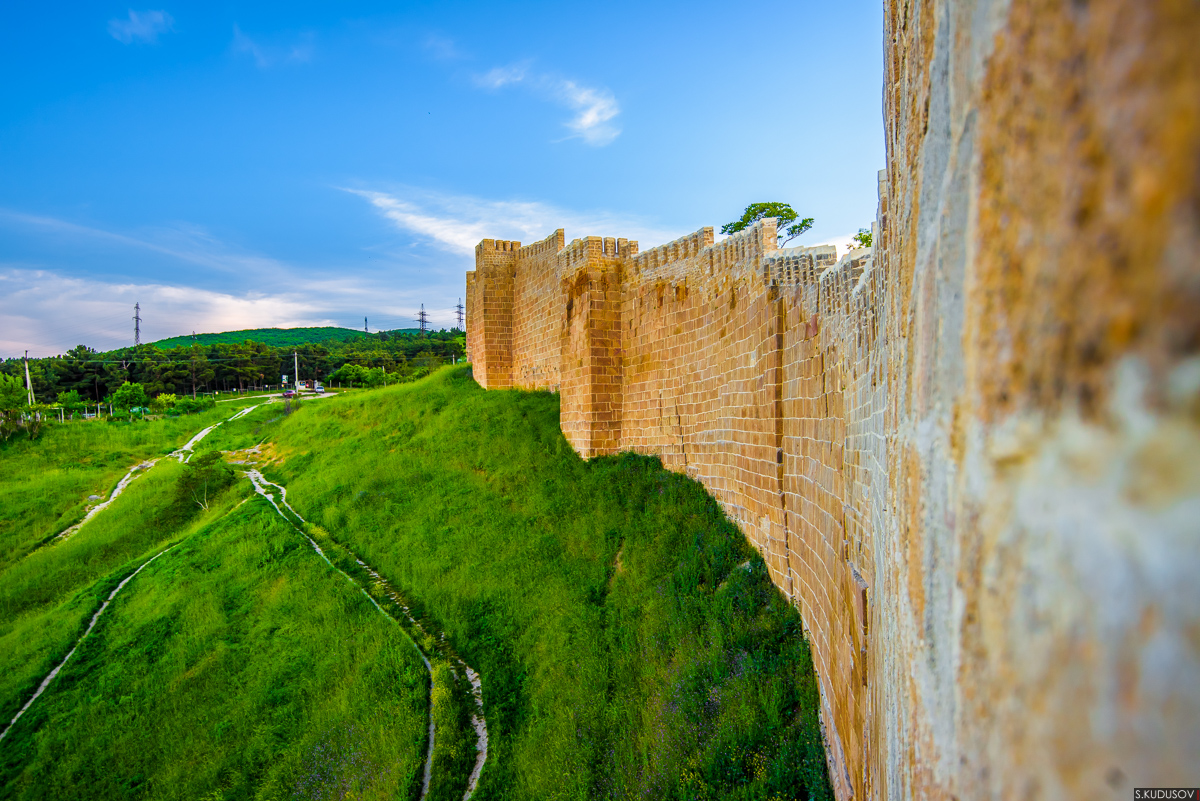
Mur
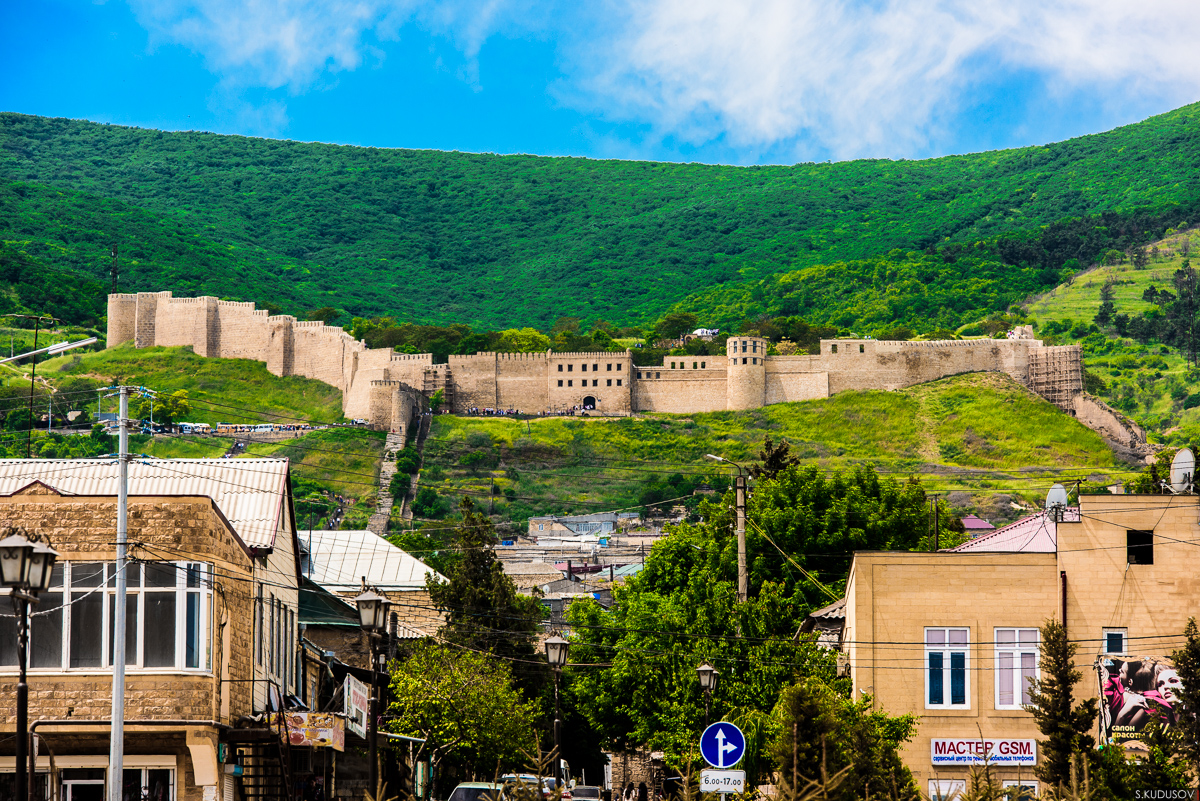
Citadelle
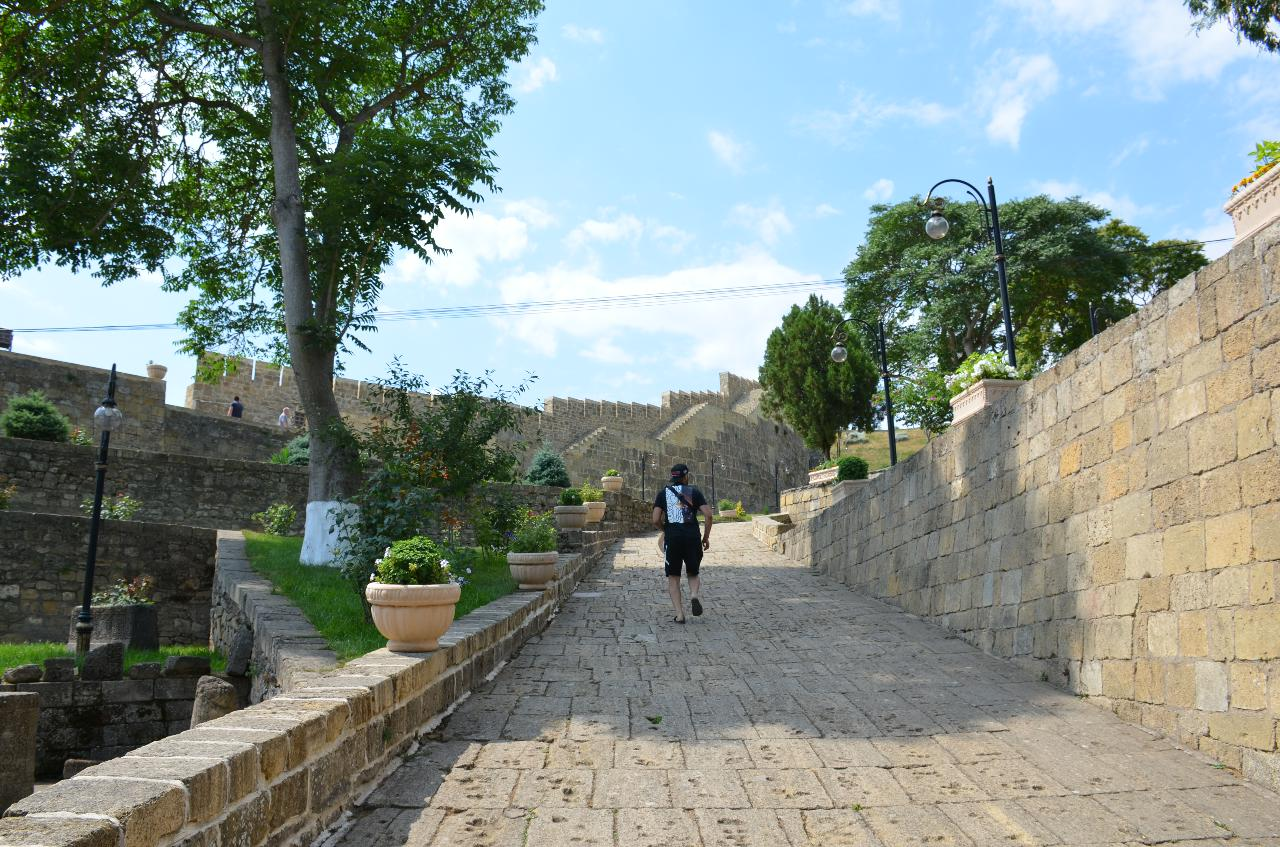
A l'intérieur de la citadelle

## Littérature
- Bestuzhev-Marlinsky AA Lettres du Daghestan. Monographie. — M. : Direct-Media, 2011.
- Vagabov MM, Tyurin RF Expérience dans l'utilisation des objets du patrimoine historique et culturel du musée-réserve d'art historique et architectural d'État "Naryn-Kala" dans le processus éducatif // Portail d'information humanitaire "Connaissance. Compréhension. Compétence". - 2016. - N° 1 (janvier - février) (archivé sur WebCite).
- Kudryavtsev AA Derbent antique. Monographie. — M. : Nauka, 1982.
- Kudryavtsev AA La grande ville de la mer Caspienne. Derbent à l'époque du féodalisme. Monographie. - Makhatchkala : Dagknigoizdat, 1982.
- Kudryavtsev AA Derbent a 5000 ans. Monographie. 1989.
- Kudryavtsev AA Derbent féodal. Monographie. 1993.

## Remarques
1. 1 2 3 4  Shikhabudin Mikailov. Dagestan in photographs. Moments of history. Epoch, 2012. p. 464 - (Dagestan. Triumph and tragedy).  (ISBN 9785457879478).
2. 1 2 3 4 5  100 most beautiful places in Russia. - M.: Eksmo, 2013. pp. 36-98.  (ISBN 9785457545762).
3. ↑  Alexandre Dumas, « Le voyage en Russie d’Alexandre Dumas »
4. ↑  Alekseev Yu. V., Somov G. Yu. Objects of cultural heritage. Volume 1 and 2. Textbook. Prospect, 2015. p. 662.  (ISBN 9785392197484).
5. 1 2  Vasily Potto. From ancient times to Yermolov. Caucasian war. In 5 volumes. Tsentrpoligraf, 2006. Vol. 1. p. 528 p. 3000 copies.  (ISBN 5952421059).
6. ↑  Alexey Shishov. Order of Saint George. All about the most honorable award of the Russian Empire. — M. Yauza, Eksmo, 2013. pp. 227-745.  (ISBN 9785457595934)